# Енциклопедія, або Тлумачний словник науки, мистецтва й ремесел

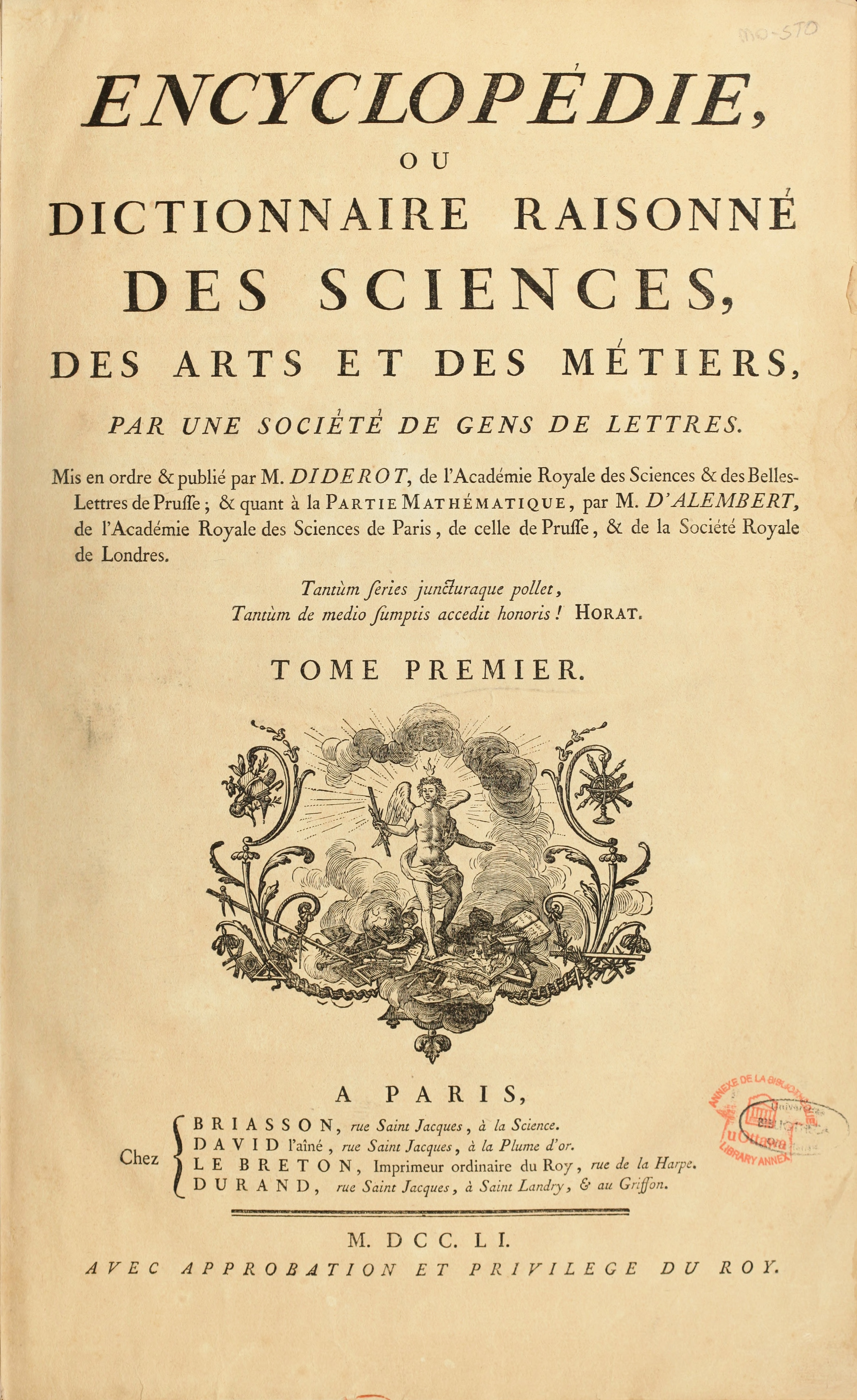
Титульна сторінка першого тому енциклопедії

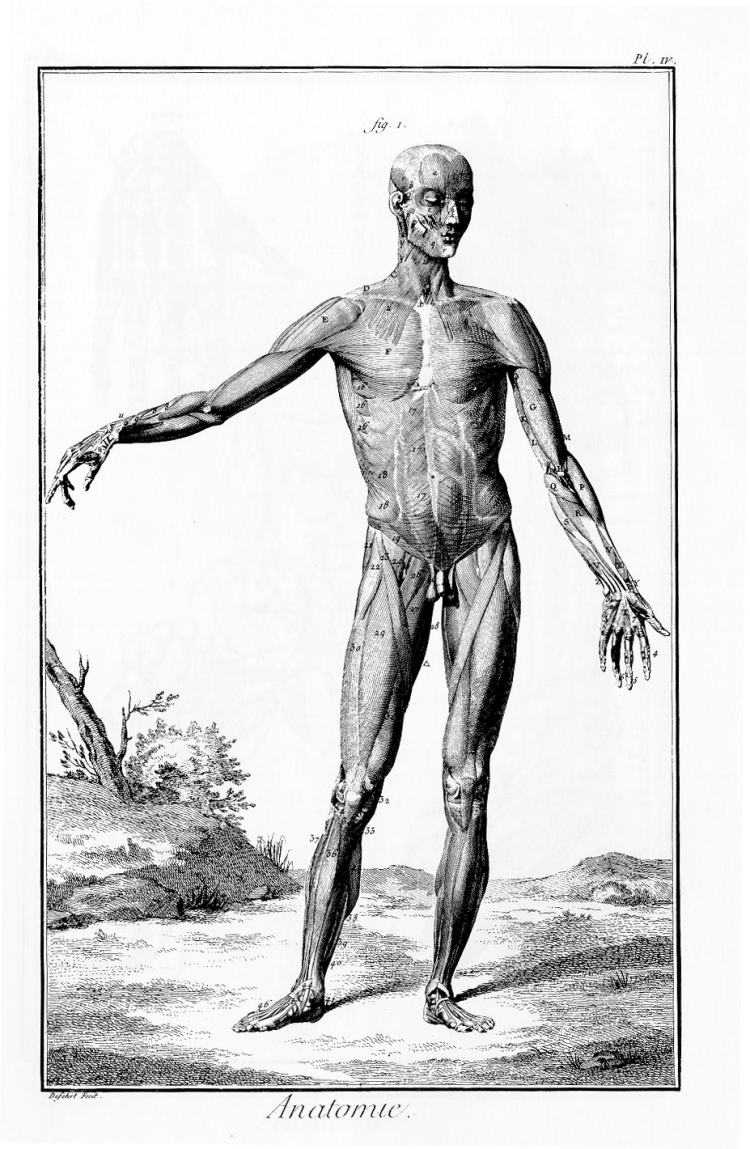
Анатомічна таблиця

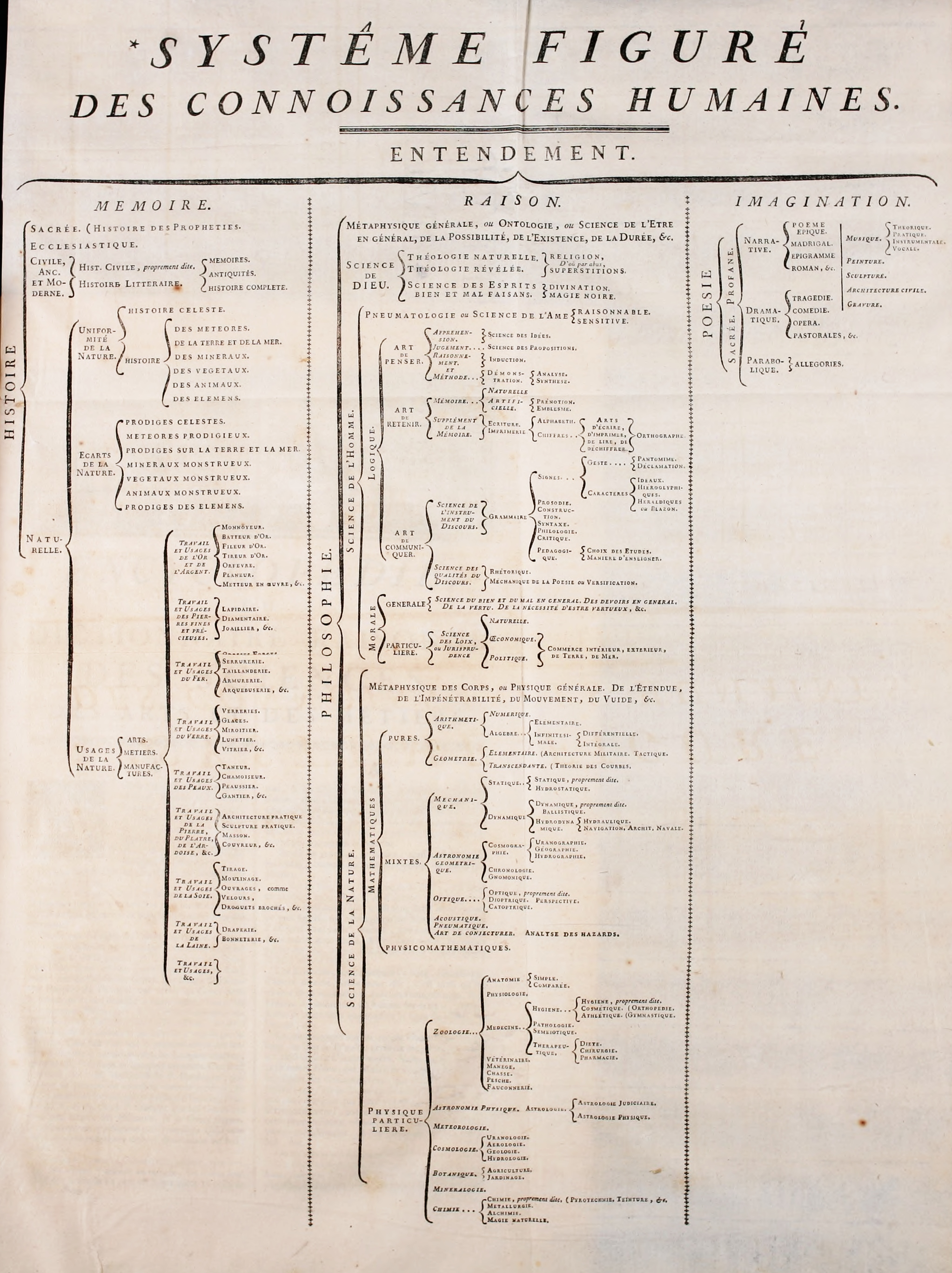
Схематичне зображення сфер людського знання, з першого тому енциклопедії

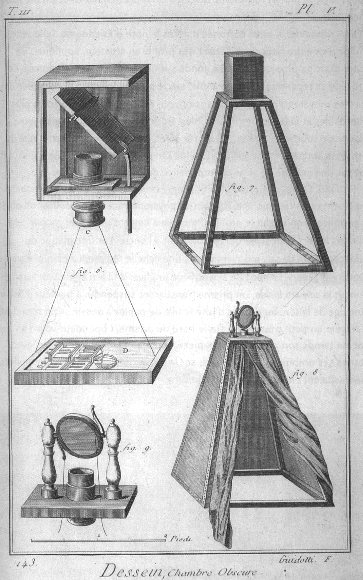
Камера-обскура

«Енциклопе́дія, або́ Тлума́чний словни́к нау́к, мисте́цтв і реме́сел» (фр. Encyclopédie ou Dictionnaire raisonné des sciences, des arts et des métiers) — французька енциклопедична праця епохи Просвітництва, написана між 1751 та 1772 роками під керівництвом Дідро та Д'Аламбера.
Енциклопедія мала велике значення для розвитку та поширення ідей Просвітництва у Європі. Крім того, «Енциклопедія» служила довідником і коротким керівництвом з усіх існуючих на той момент технологій, описуючи інструменти й способи їхнього застосування.

## Короткий опис
Перше видання «Енциклопедії» мало тираж 4250 примірників. Вона складалася з 17 томів тексту й 11 томів ілюстрацій, 71818 статей.
Статті «Енциклопедії» писали провідні мислителі XVIII-го століття — Вольтер, Руссо, Монтеск'є. Найбільший особистий внесок належить Луї де Жокуру. Серед видатних людей, причетних до її написання були:
- Г. Л. д'Аламбер — редактор, математика, наука, філософія, релігія .
- Е. Б. Кондільяк — філософія.
- Добантон — природна історія.
- Дені Дідро — головний редактор, економіка, механіка, філософія, політика, релігія.
- П. Гольбах — хімія і мінералогія, політика і релігія.
- Луї де Жокур — економіка, література, медицина, політика.
- Ш. Л. Монтеск'є — частина статті «про смак».
- Франсуа Кене — статті «селяни» та «злаки».
- Анн-Робер-Жак Тюрго — економіка, етимологія, філософія, фізика.
- Вольтер — історія, література, філософія.
- Ж. Ж. Руссо — музика, політична теорія.
- Мармонтель — література.
- Совер-Франсуа Моран — медицина, хірургія.
- Франсуа Верон Дюверже де Форбоне — політична економія, фінанси.

Творці Енциклопедії бачили в ній інструмент, за допомогою якого вони знищать забобони, надаючи доступ до знань людства. Видання було квінтесенцією думок Просвітництва. «Енциклопедія» зазнала жорсткої критики, в основному через тон, в якому вона обговорювала релігію . «Енциклопедію» звинувачували в тому, що вона завдає шкоди релігії і суспільній моралі, її видання неодноразово припинялося. «Енциклопедія» висловлювалася на користь протестантизму і оскаржувала католицькі догми . Більше того, в ній релігія розглядалася як гілка філософії, а не як останнє слово в науці й моралі. Заступництво впливових прихильників, в тому числі маркізи де Помпадур, допомогло завершити роботу.
У 1775 році права на видання перейшли до Шарля-Жозефа Панкука. Він випустив п'ять томів додаткових матеріалів і двотомний індекс. Деякі фахівці включають ці томи в перше видання тож, таким чином, «Енциклопедія» нараховує 35 томів, хоча останні не були написані відомими авторами. З 1782 по 1832 рік Панкук і його послідовники розширили «Енциклопедію» до 166 томів. Тоді вона одержала назву «Encyclopédie méthodique». Ця величезна за часом та обсягом робота зайняла 2250 учасників-авторів. Encyclopédie репрезентувала тодішню схему розподілу людських знань. Три головні гілки: «Пам'ять» / історія, «Розум» / філософія і «Уява» / Поезія. Теологія, що характерно, розташовується в гілці «Філософія». До того ж, релігія розташована всього за декілька пунктів від «Ворожби» і «Чорної магії».

## Значення
Роль «Енциклопедії» як інтелектуального підґрунтя французької революції незаперечна. Енциклопедія Британіка в 1911 році пише: «Не існувало ніколи енциклопедії, політична важливість якої була б так велика, так само як і енциклопедії, яка зайняла б таке чільне місце в житті суспільства, історії та літературі свого століття. Вона не тільки давала інформацію, але нав'язувала думку.»
З часом енциклопедії набули поширення в усіх країнах. У 1772 р. почала виходити «Британіка» в Единбурзі, а з початку XIX століття енциклопедії виходять у Німеччині, Іспанії, Росії. Усі вони враховували досвід першої енциклопедії.
«Енциклопедія» мала за той час досить широке поширення. На початку виходила за передплатою. У перший раз відгукнулося більше 2000 передплатників. Вона виходила накладом 4 250 примірників (у XVIII столітті наклад книг рідко перевищував 1 500 примірників). Вона кілька разів перевидавалася, зокрема в Луцці (1758—1776), Женеві (1778—1779), Лозанні (1778—1781), у багатьох країнах з'явилися повні та часткові переклади статей оригінального видання.

## Про Україну на сторінках «Енциклопедії»
«Енциклопедія» має згадки про Україну, зокрема, в ній вміщено статті про українські міста, великі річки. Є також окрема стаття «Ukraine» (між тим у статті «Україна» та енциклопедії в цілому згадується й Росія, яку, щоправда, іменовано Московією — Moscovie). Більшість статей, пов'язаних з українською тематикою, підготував Луї де Жокур. Отже, «Енциклопедія» є одним із тих західноєвропейських письмових джерел, що засвідчують існування у 18 ст. топоміма «Україна» та країни, що цим терміном позначається, а також історичної назви Росії — Московії.